# Shygirl
Shygirl, pseudonimo di Blane Muise (Londra, 4 maggio 1993), è una cantante, disc jockey e rapper britannica.

## Biografia
Shygirl ha guadagnato popolarità con il primo album in studio Nymph (2022), classificatosi al 34º posto della Official Albums Chart; accolto positivamente dalla critica specializzata, ha fatto l'entrata nella top ten della Dance/Electronic Albums di Billboard, è stato candidato per il premio Mercury ed è stato promosso da una tournée mondiale. Un album di remix dell'LP è stato presentato nell'aprile 2023.
Ha vinto un MOBO Award come miglior artista elettronico/dance nel febbraio 2024. È poi uscito l'EP Club Shy, anch'esso approvato dalla critica, a cui ha fatto seguito l'EP di remix omonimo. Qualche mese più tardi è apparsa nel remix di 365 di Charli XCX, contenuto in Brat and It's Completely Different but Also Still Brat. Sempre per la stessa ha aperto i concerti di novembre nell'ambito del suo Brat Tour. È stata candidata nuovamente per il MOBO Award al miglior artista elettronico/dance nell'edizione dell'anno successivo.

## Discografia

### Album in studio
- 2022 – Nymph

### Album di remix
- 2023 – Nymph_o

### EP
- 2018 – Cruel Practice
- 2020 – Alias
- 2023 – Nymph in the Wild
- 2024 – Club Shy
- 2024 – Club Shy RMX
- 2025 – Club Shy Room 2

### Singoli
- 2016 – Want More
- 2017 – Msrynvr
- 2018 – O
- 2018 – Gush
- 2018 – Nasty
- 2019 – Beauts
- 2019 – Uckers
- 2019 – BB
- 2020 – Freak
- 2021 – Lapdance from Asia (con Cosha)
- 2021 – Tasty
- 2021 – Siren
- 2021 – BDE (con Slowthai)
- 2021 – Cleo
- 2023 – Heaven (feat. Tinashe)
- 2023 – Playboy/Positions
- 2023 – Thicc (con Cosha)
- 2023 – Fake (con Kingdomy)
- 2024 – Tell Me (con Boys Noize)
- 2024 – Making the Beast
- 2024 – Encore (con Danny L Harle)
- 2024 – Immaculate (feat. Saweetie)
- 2024 – F*Me (feat. Yseult)
- 2025 – True Religion (feat. Isabella Lovestory & PinkPantheress)

## Tournée
- 2022/23 – Nymph World Tour Pt. 1

Artista d'apertura
- 2024 – Brat Tour (Charli XCX)